# 5300 (放送)
5300（ごーさんまるまる）とは、日本放送協会（NHK）で使用されているニュース制作システムの通称。

## 概要

### 名称とその由来
このシステムは「新ニュースセンター・制作情報システム」であり、記事名の「5300」とは、その制作情報システムの通称名（愛称）である。
当初このシステムを運用するために導入された端末が日本電気（NEC）の32ビット・ワークステーション「N5300」であり、この型番がこのシステムの（通称名の）由来である。

### 導入の経緯と背景
1988年2月、NHK放送センター内に新たな「ニュースセンター棟（放送センター北館）」が完成し、それと時を同じくして運用を開始している。完成当初の運用トレーニング期間を経て、NHKから放送されるすべてのニュース番組が北館での制作に切り替えられた1989年2月より正式に運用を開始した。
このシステムは所謂「業務（取材）支援システム」でもあり、取材から放送まで時間が短い日常のニュース送出を支援する目的で、最新鋭のコンピューターを利用して全国、海外支局をも包括した新システムとして構築された。
システム導入当初は現在のようにインターネットが日本では商用として立ち上がっておらず（黎明期にあたる。日本での本格的なインターネットの普及は1994年頃とされている）、独自の通信回線を敷いていたことから、東京・渋谷のニュースセンターと各地の放送局や支局・通信部など固定拠点とを結ぶネットワークとして整備された。後のインターネットの普及や光ファイバーなど通信回線の整備と共にシステムも改良が加えられ、現在のシステムへとつながっている。

### システム自体の概略
システムとしては、「制作情報システム」と「原稿システム」から成り立つ。「原稿システム」とは、ニュース放送用として使用する「読み原稿」（アナウンサー、キャスターがテレビやラジオのニュースで読み上げる原稿のこと）を作成するためのシステムである。
全国および海外のNHK放送局・支局・通信部・記者クラブ間に構築された専用LANで結ばれている。
2010年時点での環境として、端末はデスクトップベースではワークステーションを改良したものが使用され（導入初期と基本はほぼ変わっていない）、外部（取材現場や記者クラブなど出先）ではNECのLaVieを流用したノートパソコンを使用している。なおシステムにアクセスが可能な者は制限されており、記者と報道局（首都圏放送センターを含む）所属のディレクター、カメラマンに限られる。
記者は貸与されたラップトップパソコンにソフトを入れることで、外出先からのダイヤルアップによるアクセスも可能。これにより取材現場から最新情報を報道局（首都圏放送センターを含む）および各地の放送局へ即座に伝えることが可能となっている。

## 使用法
記事の作成機能および印刷しての原稿出力機能だけでなく、全国および海外総支局のニュース原稿を記入した記者名（あたま3文字のみ）とともに参照できる上、原稿の送受信機能も兼ね備えている。その際はニュースのタイトルの前に「送」「受」といった文字が表示される。また、記事を購入している共同通信、ロイター通信の最新記事も閲覧できる。
ニュース原稿の編集は、横書き画面で行なう。放送時はアナウンサーが縦書きの原稿で読むため、印刷時には大きい文字で行間の空いた状態で出力される。縦書き原稿が出ると、ニュースディレクターがVTRに使用する字幕の情報などを書き入れ、アナウンサーに渡す。アナウンサーはVTRとあわせて読み合わせを行い、ニュースの本番に使用される。横原稿は参照用に使用されるため、文字が詰まった状態で表示される。
記者が通常書くのは「素原稿」と呼ばれる物で、デスクやプロデューサーのチェックを通過した「（素）原稿」にならないと、放送には使用されない。そのための確認ボタンがウインドウに備えられている。
端末は原稿執筆のみならず、ニュース制作に必要な機能にアクセスできる。
- 電子台本 - ニュース番組の項目、音声、カメラやVTRの割り振りなどが編集できる。
- アート機能 - 番組で使用する字幕の内容を確認できる。またニュースの制作に使用する資料写真も閲覧出来る。
- アーカイブス機能 - 過去のニュース番組やVTRの著作権情報などが確認できる。
- 連絡機能 - 連絡メールと言われる機能があり、アクセス権者間の連絡や関係者への周知に使用できる。事件のインタビューの内容や、取材中のネタなど、記事の下書きが記載されていることが多い。機密のパスワードをかけることで閲覧制限が出来る。

これらの機能が有機的に盛り込まれていることで、全国規模の報道に迅速に対応できる優れたニュース制作システムと言える。